# Cryptodromiopsis sarraburei
Cryptodromiopsis sarraburei är en kräftdjursart som först beskrevs av M. J. Rathbun 1910.  Cryptodromiopsis sarraburei ingår i släktet Cryptodromiopsis och familjen Dromiidae. Inga underarter finns listade i Catalogue of Life.